# Stenserudtjärnet
Stenserudtjärnet är en sjö i Dals-Eds kommun i Dalsland och ingår i Göta älvs huvudavrinningsområde. Sjön har en area på 0,114 kvadratkilometer och ligger 142,8 meter över havet.

## Delavrinningsområde
Stenserudtjärnet ingår i det delavrinningsområde (654473-127945) som SMHI kallar för Mynnar i Stenebyälven. Medelhöjden är 166 meter över havet och ytan är 1,81 kvadratkilometer. Det finns inga avrinningsområden uppströms utan avrinningsområdet är högsta punkten. Vattendraget som avvattnar avrinningsområdet har biflödesordning 4, vilket innebär att vattnet flödar genom totalt 4 vattendrag innan det når havet efter 223 kilometer. Avrinningsområdet består mestadels av skog (80 procent). Avrinningsområdet har 0,11 kvadratkilometer vattenytor vilket ger det en sjöprocent på 6,2 procent.